# 2002年リトアニア大統領選挙
2002年リトアニア大統領選挙は、2002年12月と2003年1月にリトアニアで行われた大統領選挙。2002年12月22日（地方議会選挙も同時に実施）に第1回投票が行われ、当時現職のヴァルダス・アダムクスが最も多くの票を集め、ロランダス・パクサスがそれを追う展開となった。いずれの票も過半数には届かず決選投票へもつれこみ、翌年1月5日の決選投票でパクサス候補がアダムクス候補を破り、逆転当選を果たした。

## 選挙制度など
大統領選挙の制度は以下のとおりである。
- 選挙事由：任期満了
- 選挙権：18歳以上のリトアニア国民
- 被選挙権：40歳以上のリトアニア国民（NKVD・NKGB・MGB・KGB、ソ連政府・ソ連構成国政府および外国関係機関での勤務有無および勤務経験について全候補者が報告したうえで中央選挙委員会の是認を受ける必要あり。また有権者2万人分の署名がない場合は正式な候補者にはなれない）
- 大統領の任期：5年（1回のみ再選可能）
- 選挙方式：2回投票制。第1回投票で過半数得票を得た候補者がいない場合、上位2名による決選投票を実施。最多得票を得た候補が当選。

## 選挙結果
選挙結果は以下のとおりであった。
| 候補者名                                 | 所属                             | 第1回投票 | 第1回投票 | 決選投票  | 決選投票 | 当落 |
| 候補者名                                 | 所属                             | 票数      | %         | 票数      | %        | 当落 |
| ---------------------------------------- | -------------------------------- | --------- | --------- | --------- | -------- | ---- |
| ヴァルダス・アダムクス                   | 無所属                           | 514,154   | 35.06     | 643,870   | 44.83    |      |
| ロランダス・パクサス                     | 自由民主党                       | 284,559   | 19.40     | 777,769   | 54.15    | 当選 |
| アルトゥーラス・パウラウスカス           | 新連合                           | 120,238   | 8.20      |           | -        |      |
| ヴィータウタス・シェレナス               | 無所属                           | 112,215   | 7.65      |           | -        |      |
| ヴィーテニス・アンドリュカイティス       | リトアニア社会民主党             | 105,584   | 7.20      |           | -        |      |
| カジミラ・プルンスキエネ                 | 農民・新民主党連合               | 72,925    | 4.97      |           | -        |      |
| ユオザス・エドヴァルダス・ペトライティス | 無所属                           | 54,139    | 3.69      |           | -        |      |
| エウゲニユス・ゲントヴィラス             | リトアニア自由〔リベラル〕連合   | 44,562    | 3.04      |           | -        |      |
| ユリュス・ヴェセルカ                     | 無所属                           | 32,293    | 2.20      |           | -        |      |
| アルギマンタス・マトゥレヴィチュス       | 無所属                           | 32,137    | 2.19      |           | -        |      |
| カジース・ボベリス                       | リトアニア・キリスト教民主党     | 27,613    | 1.88      |           | -        |      |
| ヴィータウタス・マトゥレヴィチュス       | 無所属                           | 26,888    | 1.83      |           | -        |      |
| ケーストゥティス・グラヴェツカス         | リトアニア中道連合               | 7,554     | 0.52      |           | -        |      |
| ヴィータウタス・シュスタウスカス         | リトアニア自由〔フリーダム〕連合 | 5,372     | 0.37      |           | -        |      |
| ヴィータウタス・ベルナトニス             | リトアニア生活論理党             | 3,546     | 0.24      |           | -        |      |
| アルギルダス・ピルヴェリス               | 無所属                           | 2,074     | 0.14      |           | -        |      |
| リマンタス・ヨナス・ダギース             | 社会民主主義2000                 | 1,264     | 0.09      |           | -        |      |
| 有効票数                                 | 有効票数                         | 1,447,117 | 98.68     | 1,421,639 | 98.98    |      |
| 無効票数                                 | 無効票数                         | 19,419    | 1.32      | 14,683    | 1.02     |      |